# Цагльмайр, Михаэль
Ми́хаэль Ца́гльмайр (нем. Michael Zaglmair; родился 7 декабря 1987) — австрийский футболист, игравший на позиции вратаря, тренер.

## Карьера игрока

### Клубная
Воспитанник футбольных школ команд «Блау-Вайсс», ЛАСК и «Унион» (Лембах). Выступал за эти клубы в юности, первым профессиональным клубом стал ЛАСК. В 2003 году юный Михаэль дебютировал в первом составе команды «Блау-Вайсс» в Регионаллиге Линца. В 2005 году он вернулся в ЛАСК и занял место второго вратаря. В 2007 году он провёл 16 игр, дебютировав в Бундеслиге Австрии. Первой игрой стал матч против венского «Рапида», завершившийся ничьей 4:4.
12 мая 2010 Загльмайр отказался продлевать контракт с клубом из Линца на следующий сезон. Долгое время будучи без работы, Михаэль всё-таки впоследствии подписал к январю 2011 года контракт с командой «Хорн» из Восточной Регионаллиги, однако уже через год завершил игровую карьеру.

### В сборной
В составе сборной до 19 лет дебютировал на чемпионате Европы 2006 года, на котором австрийцы вышли в полуфинал. Через год сыграл на чемпионате мира 2007 среди молодёжи в Канаде, отыграв там 4 матча из 7 и заняв 4-е место со сборной. Также числился в составе сборной на домашнем чемпионате Европы по футболу 2007 года среди юношей не старше 19 лет.

## Карьера тренера
С 2013 года Михаэль являлся тренером вратарей немецкой команды «Гайзельхёринг».

## Личная жизнь
Михаэль — двоюродный брат Бернта Хааса, также футболиста и игрока сборной Швейцарии.